# 桜井半兵衛
桜井 半兵衛（さくらい はんべえ、慶長14年（1609年） - 寛永11年11月7日（1634年12月26日））は、江戸時代前期の武士、武術家。

## 生涯
摂津尼崎藩の槍術指南役となり、霞の半兵衛の異名を取る。大和郡山藩剣術指南役・河合甚左衛門の親戚にあたり、岡山藩士・河合又五郎の妹婿でもあった。
河合又五郎は岡山藩主・池田忠雄の小姓の渡辺源太夫を斬り捨て、江戸へ逃亡し旗本・阿久和安藤家に保護されていたが、江戸幕府により江戸を追放された。その後、再び又五郎は江戸へと向かうこととなり、河合甚左衛門とともに道中の護衛についた。ところが寛永11年（1634年）11月7日、伊賀上野鍵屋の辻において、仇討ちのため源太夫の兄・渡辺数馬とともに待ち構えていた荒木又右衛門に討たれた（鍵屋の辻の決闘）。この戦いにおいて、半兵衛は又右衛門と対峙したが、又右衛門の小物らによって得意の槍を封じられ、又右衛門に斬られて重傷を負い、数日後に死去したといわれている。